# Hold On (Jonas Brothers)
Hold On è il secondo singolo ad essere stato pubblicato dalla band Jonas Brothers del loro secondo album The Jonas Brothers. Il brano, pubblicato il 22 maggio 2007, dalla Hollywood Records è stato scritto dai tre fratelli Jonas. È stata utilizzata anche per il film Johnny Johnny Kapahala: Cavalcando l'onda, un film Disney per la televisione.

## Video
Il video musicale inizia con i fratelli Jonas che iniziano a cantare prima in una stanza, a tutto volume, per poi arrivare a ritrovarsi fuori a cantare in un posto desolato.

## Classifiche
| Chart (2007)                     | Peak position |
| -------------------------------- | ------------- |
| Belgian (Flanders) Singles Chart | 26            |
| Belgian (Walonia) Singles Chart  | 29            |
| U.S. Billboard Hot 100           | 53            |
| U.S. Billboard Pop 100           | 38            |